# 八乘八電子股份
八乘八電子股份有限公司（英語：8x8 Inc.，NASDAQ：EGHT），屬於一家美國通信科技公司，總部位於美國加利福尼亚州森尼韦尔，提供集成語音、影像，以及移動通信統一集成方案，為大中小型企業以及分銷客戶。
其成立於1987年，由王智信博士及其有關人士創立，當時是以「Integrated Information Technology, Inc.」成立，在1997年於納斯達克上市。

## 外部連結
- 8x8.com（页面存档备份，存于）